# Modelli Maserati
La seguente lista contiene le autovetture prodotte dalla Maserati. L'elenco delle vetture da competizione segue sotto, dopo la prima tabella. 

## Vetture da strada
| Modello                           | Inizio produz. | Fine produz. | Distribuzione      | Motore                             | Cilindrata cc | Potenza hp (kW)   | Note                                                  |
| --------------------------------- | -------------- | ------------ | ------------------ | ---------------------------------- | ------------- | ----------------- | ----------------------------------------------------- |
| A6 1500                           | 1947           | 1950         | internazionale     | In linea a sei cilindri            | 1489          | 65 (48)           | 1 o 3 carburatori                                     |
| A6G 2000                          | 1950           | 1953         | internazionale     | In linea a sei cilindri            | 1954          | 100 (74)          | 1 o 3 carburatori                                     |
| A6G54                             | 1954           | 1956         | internazionale     | In linea a sei cilindri            | 1986          | 150 (110)         | Carburatore                                           |
| A6G54 ('56)                       | 1956           | 1957         | internazionale     | In linea a sei cilindri            | 1986          | 160 (118)         | Carburatore, due candele per cilindro                 |
| 150GT                             | 1957           | 1957         | internazionale     | In linea a quattro cilindri        | 1484          | 140 (103)         |                                                       |
| 3500 GT Touring                   | 1957           | 1962         | internazionale     | In linea a sei cilindri            | 3485          | 220/230 (164/171) | Carburatore                                           |
| 3500 GT Convertibile Vignale      | 1959           | 1962         | internazionale     | In linea a sei cilindri            | 3485          | 220/230 (164/171) | Carburatore                                           |
| 5000 GT                           | 1959           | 1961         | internazionale     | Motore V8                          | 4941          | 340 (250)         | Carburatore                                           |
| 5000 GT ('61)                     | 1961           | 1964         | internazionale     | Motore V8                          | 4941          | 330 (243)         | Iniezione                                             |
| 3500 GTI                          | 1962           | 1964         | internazionale     | In linea a sei cilindri            | 3485          | 235 (173)         | Iniezione                                             |
| 3500 GTI Spyder                   | 1962           | 1964         | internazionale     | In linea a sei cilindri            | 3485          | 235 (173)         | Iniezione                                             |
| Mistral 3500                      | 1963           | 1965         | internazionale     | In linea a sei cilindri            | 3485          | 235 (173)         | Iniezione                                             |
| Quattroporte                      | 1963           | 1966         | internazionale     | Motore V8                          | 4136          | 260 (191)         | Carburatore                                           |
| 3500 GTI Spyder Frua              | 1964           | 1965         | internazionale     | In linea a sei cilindri            | 3485          | 235 (173)         | Conosciuta anche come Mistral Spyder 3500             |
| Mistral 3700                      | 1965           | 1970         | internazionale     | In linea a sei cilindri            | 3692          | 245 (180)         | Iniezione                                             |
| Mistral 3700 Spyder               | 1965           | 1970         | internazionale     | In linea a sei cilindri            | 3692          | 245 (180)         | Iniezione                                             |
| Mistral 4000                      | 1965           | 1970         | internazionale     | In linea a sei cilindri            | 4000          | 255 (188)         | Iniezione                                             |
| Mistral 4000 Spyder               | 1965           | 1970         | internazionale     | In linea a sei cilindri            | 4000          | 255 (188)         | Iniezione                                             |
| Sebring 3700                      | 1965           | 1969         | internazionale     | In linea a sei cilindri            | 3692          | 245 (180)         | Iniezione                                             |
| Sebring 4000                      | 1965           | 1969         | internazionale     | In linea a sei cilindri            | 4000          | 255 (188)         | Iniezione                                             |
| Mexico 4200                       | 1966           | 1969         | internazionale     | Motore V8                          | 4136          | 260 (191)         | Carburatore                                           |
| Quattroporte ('66)                | 1966           | 1970         | internazionale     | Motore V8                          | 4719          | 290 (213)         | Carburatore                                           |
| Ghibli                            | 1969           | 1970         | internazionale     | Motore V8                          | 4719          | 310 (228)         | Carburatore                                           |
| Ghibli Spyder                     | 1969           | 1970         | internazionale     | Motore V8                          | 4719          | 310 (228)         | Carburatore                                           |
| Mexico 4700                       | 1969           | 1972         | internazionale     | Motore V8                          | 4719          | 310 (228)         | Carburatore                                           |
| Ghibli SS                         | 1970           | 1973         | internazionale     | Motore V8                          | 4930          | 335 (246)         | Carburatore                                           |
| Ghibli SS Spyder                  | 1970           | 1973         | internazionale     | Motore V8                          | 4930          | 335 (246)         | Carburatore                                           |
| Indy Europa 4200                  | 1970           | 1971         | internazionale     | Motore V8                          | 4136          | 260 (191)         | Carburatore                                           |
| Indy Europa 4700                  | 1971           | 1973         | internazionale     | Motore V8                          | 4719          | 290 (213)         | Carburatore                                           |
| Khamsin 4700                      | 1972           | ?            | internazionale     | Motore V8                          | 4719          | 290 (213)         | Carburatore                                           |
| Khamsin 4900                      | 1972           | 1979         | internazionale     | Motore V8                          | 4930          | 320 (235)         | Carburatore                                           |
| Bora 4.7                          | 1973           | 1974         | internazionale     | Motore V8                          | 4719          | 310 (228)         | Carburatore                                           |
| Indy 4900                         | 1973           | 1975         | internazionale     | Motore V8                          | 4930          | 320 (235)         | Carburatore                                           |
| Merak                             | 1973           | 1975         | internazionale     | Motore V6                          | 2965          | 190 (140)         | Carburatore                                           |
| Bora 4.9 (US)                     | 1974           | 1980         | solo USA           | Motore V8                          | 4930          | 300 (221)         | Carburatore                                           |
| Quattroporte II                   | 1974           | 1974         | pre-produzione (6) | Motore V6                          | 2965          | 190 (140)         | Carburatore                                           |
| Bora 4.9                          | 1975           | 1980         | internazionale     | Motore V8                          | 4930          | 330 (243)         | Carburatore                                           |
| Merak SS                          | 1975           | 1978         | internazionale     | Motore V6                          | 2965          | 220 (162)         | Carburatore                                           |
| Quattroporte II ('75)             | 1975           | 1978         | Serie limitata (7) | Motore V6                          | 3200          | 200 (147)         | Carburatore                                           |
| 4porte (Quattroporte III)         | 1976           | 1981         | internazionale     | Motore V8                          | 4136          | 255 (188)         | Carburatore                                           |
| Kyalami 4200                      | 1976           | 1978         | internazionale     | Motore V8                          | 4136          | 265/253 (197/188) | Carburatore                                           |
| Merak 2000 GT                     | 1976           | 1983         | Italia             | Motore V6                          | 1999          | 170/159 (126/118) | Carburatore                                           |
| Kyalami 4900                      | 1978           | 1983         | internazionale     | Motore V8                          | 4930          | 280 (206)         | Carburatore                                           |
| Khamsin ('79)                     | 1979           | 1982         | internazionale     | Motore V8                          | 4930          | 280 (206)         | Carburatore                                           |
| Merak SS ('79)                    | 1979           | 1983         | internazionale     | Motore V6                          | 2965          | 208 (153)         | Carburatore                                           |
| Quattroporte III ('81)            | 1981           | 1985         | internazionale     | Motore V8                          | 4930          | 282 (207)         | Carburatore                                           |
| Biturbo                           | 1981           | 1985         | Italia             | Motore V6 Biturbo                  | 1995          | 180 (132)         | Carburatore                                           |
| 425                               | 1983           | 1989         | internazionale     | Motore V6 Biturbo                  | 2491          | 200 (147)         | Carburatore                                           |
| Biturbo E                         | 1983           | 1985         | internazionale     | Motore V6 Biturbo                  | 2491          | 185 (136)         | Carburatore                                           |
| Biturbo S                         | 1983           | 1985         | Italia             | Motore V6 Biturbo                  | 1995          | 205 (151)         | Carburatore                                           |
| Biturbo S (2.5)                   | 1984           | 1987         | internazionale     | Motore V6 Biturbo                  | 2491          | 196 (144)         | Carburatore, catalizzata                              |
| Spyder (Zagato)                   | 1984           | 1988         | Italia             | Motore V6 Biturbo                  | 1995          | 180 (132)         | Carburatore                                           |
| Spyder (2.5)                      | 1984           | 1988         | internazionale     | Motore V6 Biturbo                  | 2491          | 192 (141)         | Carburatore, catalizzata                              |
| 420                               | 1985           | 1986         | Italia             | Motore V6 Biturbo                  | 1995          | 180 (132)         | Carburatore                                           |
| Biturbo (II)                      | 1985           | 1987         | Italia             | Motore V6 Biturbo                  | 1995          | 180 (132)         | Carburatore                                           |
| Biturbo E (II 2.5)                | 1985           | 1988         | internazionale     | Motore V6 Biturbo                  | 2491          | 185 (136)         | Carburatore, catalizzata                              |
| Biturbo S (II)                    | 1985           | 1986         | Italia             | Motore V6 Biturbo                  | 1995          | 210 (154)         | Carburatore                                           |
| 228 (228i)                        | 1986           | 1992         | internazionale     | Motore V6 Biturbo                  | 2790          | 250 (184)         | Iniezione, non catalizz.                              |
| 228 (228i) Cat                    | 1986           | 1992         | internazionale     | Motore V6 Biturbo                  | 2790          | 225 (165)         | Iniezione, catalizzata                                |
| 420i                              | 1986           | ?            | Italia             | Motore V6 Biturbo                  | 1995          | 190 (140)         | Iniezione                                             |
| 420 S                             | 1986           | ?            | Italia             | Motore V6 Biturbo                  | 1995          | 210 (154)         | Carburatore, non catalizz.                            |
| Biturbo i                         | 1986           | 1990         | Italia             | Motore V6 Biturbo                  | 1995          | 185 (136)         | Iniezione                                             |
| Quattroporte Royale (III)         | 1986           | 1990         | internazionale     | Motore V8                          | 4930          | 300 (221)         | Iniezione, non catalizz.                              |
| Spyder i                          | 1986           | 1987         | internazionale     | Motore V6 Biturbo                  | 1996          | 185 (136)         | Iniezione                                             |
| 430                               | 1987           | 1990         | internazionale     | Motore V6 Biturbo                  | 2790          | 225 (165)         | Iniezione, catalizzata                                |
| 425i                              | 1987           | 1990         | internazionale     | Motore V6 Biturbo                  | 2491          | 188 (138)         | Iniezione, catalizzata                                |
| Biturbo Si                        | 1987           | 1988         | Italia             | Motore V6 Biturbo                  | 1995          | 220 (162)         | Iniezione, non catalizz.                              |
| Biturbo Si (2.5)                  | 1987           | 1988         | internazionale     | Motore V6 Biturbo                  | 2491          | 188 (138)         | Iniezione, catalizzata                                |
| Spyder i ('87)                    | 1987           | 1988         | internazionale     | Motore V6 Biturbo                  | 1996          | 195 (143)         | Iniezione                                             |
| 222                               | 1988           | ?            | Italia             | Motore V6 Biturbo                  | 1996          | 220 (162)         | Iniezione, catalizzata                                |
| 422                               | 1988           | 1990         | Italia             | Motore V6 Biturbo                  | 1996          | 220 (162)         | Iniezione, Catalizzata                                |
| 2.24V                             | 1988           | 1992         | Italia             | Motore V6 Biturbo                  | 1996          | 245 (180)         | Iniezione, non catalizz.                              |
| 222 4v                            | 1988           | 1991         | internazionale     | Motore V6 Biturbo                  | 2790          | 279 (205)         | Iniezione, catalizzata                                |
| 222 E                             | 1988           | 1990         | internazionale     | Motore V6 Biturbo                  | 2790          | 225 (165)         | Iniezione, catalizzata                                |
| Karif                             | 1988           | 1993         | internazionale     | Motore V6 Biturbo                  | 2790          | 285 (210)         | Iniezione, non catalizz.                              |
| Karif (cat)                       | 1988           | 1993         | internazionale     | Motore V6 Biturbo                  | 2790          | 248 (182)         | Iniezione, catalizzata                                |
| Karif (cat II)                    | 1988           | 1993         | internazionale     | Motore V6 Biturbo                  | 2790          | 225 (165)         | Iniezione, catalizzata                                |
| Spyder i (2.5)                    | 1988           | 1989         | internazionale     | Motore V6 Biturbo                  | 2491          | 188 (138)         | Iniezione, catalizzata                                |
| Spyder i (2.8)                    | 1989           | ?            | internazionale     | Motore V6 Biturbo                  | 2790          | 250 (184)         | Iniezione, non catalizz.                              |
| Spyder i (2.8, cat)               | 1989           | ?            | internazionale     | Motore V6 Biturbo                  | 2790          | 225 (165)         | Iniezione, catalizzata                                |
| Spyder i ('90)                    | 1989           | ?            | Italia             | Motore V6 Biturbo                  | 1996          | 220 (162)         | Iniezione, catalizzata                                |
| 222 SE                            | 1990           | 1991         | internazionale     | Motore V6 Biturbo                  | 2790          | 250 (184)         | Iniezione, non catalizz.                              |
| 222 SE (cat)                      | 1990           | 1991         | internazionale     | Motore V6 Biturbo                  | 2790          | 225 (165)         | Iniezione, catalizzata                                |
| 4.18v                             | 1990           | ?            | Italia             | Motore V6 Biturbo                  | 1995          | 220 (162)         | Iniezione, catalizzata                                |
| 4.24v                             | 1990           | 1992         | Italia             | Motore V6 Biturbo                  | 1996          | 245 (180)         | Iniezione, non catalizz.                              |
| Shamal                            | 1990           | 1996         | internazionale     | Motore V8 Biturbo                  | 3217          | 326 (240)         | Iniezione, catalizzata                                |
| 2.24v II                          | 1991           | 1993         | Italia             | Motore V6 Biturbo                  | 1996          | 245 (180)         | Iniezione, non catalizz.                              |
| 2.24v II (cat)                    | 1991           | 1993         | internazionale     | Motore V6 Biturbo                  | 1996          | 240 (176)         | Iniezione, catalizzata                                |
| 222 SR                            | 1991           | ?            | internazionale     | Motore V6 Biturbo                  | 2790          | 225 (165)         | Iniezione, catalizzata                                |
| 4.24v II (cat)                    | 1991           | ?            | Italia             | Motore V6 Biturbo                  | 1996          | 240 (176)         | Iniezione, catalizzata                                |
| 430 4v                            | 1991           | ?            | internazionale     | Motore V6 Biturbo                  | 2790          | 279 (205)         | Iniezione, catalizzata                                |
| Racing                            | 1991           | 1991         | Italia             | Motore V6 Biturbo                  | 1996          | 283 (208)         | Iniezione, non catalizz.                              |
| Spyder III                        | 1991           | ?            | Italia             | Motore V6 Biturbo                  | 1996          | 245 (180)         | Iniezione, non catalizz.                              |
| Spyder III (2.8, cat)             | 1991           | ?            | internazionale     | Motore V6 Biturbo                  | 2790          | 225 (165)         | Iniezione, catalizzata                                |
| Spyder III (cat)                  | 1991           | ?            | Italia             | Motore V6 Biturbo                  | 1996          | 240 (176)         | Iniezione, catalizzata                                |
| Biturbo Ghibli (2.0)              | 1992           | 1997         | Italia             | Motore V6 Biturbo                  | 1996          | 306 (225)         | Iniezione, catalizzata                                |
| Biturbo Ghibli (2.8)              | 1993           | 1997         | internazionale     | Motore V6 Biturbo                  | 2790          | 284 (209)         | Iniezione, catalizzata                                |
| Quattroporte (2.0)                | 1994           | 1997         | Italia             | Motore V6 Biturbo                  | 1996          | 287 (211)         | Iniezione, catalizzata                                |
| Quattroporte (2.8)                | 1994           | 1997         | internazionale     | Motore V6 Biturbo                  | 2790          | 284 (209)         | Iniezione, catalizzata                                |
| Biturbo Ghibli Cup                | 1995           | ?            | internazionale     | Motore V6 Biturbo                  | 1996          | 330 (243)         | Iniezione, catalizzata                                |
| Quattroporte Ottocilindri         | 1995           | 1997         | internazionale     | Motore V8 Biturbo                  | 3217          | 335 (246)         | Iniezione, catalizzata                                |
| Biturbo Ghibli Primatist          | 1996           | 1997         | internazionale     | Motore V6 Biturbo                  | 1996          | 306 (225)         | Iniezione, catalizzata                                |
| 3200 GT                           | 1998           | 2001         | internazionale     | Motore V8 Biturbo                  | 3217          | 370 (272)         | Iniezione, catalizzata                                |
| Quattroporte Motore V6 Evoluzione | 1998           | 2001         | internazionale     | Motore V6 Biturbo                  | 2790          | 284 (209)         | Iniezione, catalizzata                                |
| Quattroporte V8 Evoluzione        | 1998           | 2001         | internazionale     | Motore V8 Biturbo                  | 3217          | 335 (246)         | Iniezione, catalizzata                                |
| 3200 GTA                          | 2000           | 2001         | internazionale     | Motore V8 Biturbo                  | 3217          | 368 (271)         | Trasmissione automatica                               |
| Spyder GT                         | 2001           | 2005         | internazionale     | Motore V8                          | 4244          | 390 (287)         | Iniezione, catalizzata                                |
| Spyder CC                         | 2001           | 2005         | internazionale     | Motore V8                          | 4244          | 390 (287)         | Cambiocorsa (cambio sequenziale)                      |
| Coupé GT                          | 2001           | 2006         | internazionale     | Motore V8                          | 4244          | 390 (287)         | Iniezione, Catalizzata                                |
| Coupé CC                          | 2001           | 2006         | internazionale     | Motore V8                          | 4244          | 390 (287)         | Cambiocorsa (cambio sequenziale)                      |
| Coupé GranSport                   | 2003           | 2007         | internazionale     | Motore V8                          | 4244          | 400 (294)         | con solo Cambiocorsa                                  |
| Quattroporte V                    | 2004           | 2013         | internazionale     | Motore V8                          | 4244          | 400 (294)         | con solo DuoSelect (cambio sequenziale)               |
| MC12 (conosciuta anche come MCC)  | 2004           | 2005         | limitata           | Motore V12                         | 5998          | 630 (463)         | Sviluppata sulla base della Ferrari Enzo              |
| GranTurismo                       | 2007           | 2019         | internazionale     | Motore V8                          | 4244          | 405               |                                                       |
| GranCabrio                        | 2009           | 2019         | internazionale     | Motore V8                          | 4691          | 440               |                                                       |
| Quattroporte VI                   | 2013           | 2024         | internazionale     | Motore V8 Biturbo                  | 3798          | 530 (390)         | Anche 3.0 V6 Biturbo da 410 CV                        |
| Ghibli                            | 2013           | 2024         | internazionale     | Motore V6 Biturbo                  | 2979          | 410 (301)         | Anche Diesel 3.0 V6 Turbo da 275 CV                   |
| Levante                           | 2016           | 2024         | internazionale     | Motore V6 Biturbo                  | 2979          | 430 (316)         | Anche Diesel 3.0 V6 Turbo da 275 CV                   |
| MC20                              | 2020           | futura       | internazionale     | Motore V6 Biturbo                  | 3000          | 630 (463)         |                                                       |
| Grecale                           | 2022           | futura       | internazionale     | Motore a 4 cilindri in linea Turbo | 1996          | 330 (463)         | Anche 3.0 V6 Biturbo da 530 CV ed elettrica da 500 CV |
| GranTurismo II                    | 2022           | futura       | internazionale     | Motore V6 Biturbo                  | 2992          | 490 (360)         | Anche 3.0 V6 biturbo da 550 CV ed elettrica da 761 CV |
| GranCabrio II                     | 2024           | futura       | internazionale     | Motore V6 Biturbo                  | 2992          | 490 (360)         | Anche 3.0 V6 biturbo da 550 CV ed elettrica da 761 CV |

## Vetture da competizione
| Modello                        | Anno      | Tipo            | Motore                      | Cilindrata cm³      | Potenza hp (kW) | Note                                                 |
| ------------------------------ | --------- | --------------- | --------------------------- | ------------------- | --------------- | ---------------------------------------------------- |
| Tipo 26                        | 1926      | Gran Prix       | In linea a otto cilindri    | 1500                | 115 (86)        | Sviluppata dalla Diatto e progettata dalla Maserati  |
| Tipo 26B                       | 1928      | Gran Prix       | In linea a otto cilindri    | 2000                | 150 (112)       |                                                      |
| Tipo 26 R                      | 1928      | Gran Prix       | In linea a otto cilindri    | 1700                | 140             |                                                      |
| Tipo 26 C                      | 1929      | Gran Prix       | In linea a otto cilindri    | 1100                | 90-110          |                                                      |
| Tipo V4 e V5 "Sedici Cilindri" | 1929      | Gran Prix       | V16                         | 4000-5000           | 280-360         |                                                      |
| 8C                             | 1929      | Gran Prix       | In linea a otto cilindri    | 1100 1500 2500      |                 |                                                      |
| Tipo 26 M                      | 1930      | Gran Prix       | In linea a otto cilindri    | 2500                | 185             |                                                      |
| 4CTR/4CS 1100                  | 1931      | Gran Prix       | In linea a quattro cilindri | 1100                | 90-115          |                                                      |
| 4CM                            | 1932      | Gran Prix       | In linea a quattro cilindri | 1100 1500 2000 2500 |                 |                                                      |
| 4CS 1500                       | 1932      | Gran Prix       | In linea a quattro cilindri | 1500                | 115             |                                                      |
| 8CM                            | 1933      | Gran Prix       | In linea a otto cilindri    | 3000                | 220-240         |                                                      |
| 6C 34                          | 1934      | Gran Prix       | In linea a sei cilindri     | 3800                | 270             |                                                      |
| 4C 2500                        | 1934      | Gran Prix       | In linea a quattro cilindri | 2500                | 195             | Un solo esemplare realizzato                         |
| V8RI                           | 1935      | Gran Prix       | V8                          | 4800                | 320             |                                                      |
| 6CM                            | 1936      | Voiturette      | In linea a sei cilindri     | 1100 1500 2500      |                 |                                                      |
| 8CTF                           | 1938      | Monoposto       | In linea a otto cilindri    | 3000                | 350-366         |                                                      |
| 4CL                            | 1939      | Voiturette      | In linea a quattro cilindri | 1491                |                 |                                                      |
| 8CL                            | 1940      | Monoposto       | In linea ad otto cilindri   | 3982                |                 |                                                      |
| A6 GCS                         | 1947      | Gran Prix       | In linea a sei cilindri     | 1978,7              | 130 (96)        |                                                      |
| 4CLT                           | 1948      | Formula 1       | In linea a quattro cilindri | 1491                |                 |                                                      |
| 8CLT                           | 1950      | Monoposto       | In linea a otto cilindri    | 3000                | 430             |                                                      |
| A6 GCM                         | 1951      | Formula 1       | In linea a sei cilindri     | 2000                | 160-197         |                                                      |
| 250F                           | 1953      | Formula 1       | In linea a sei cilindri     | 2493                | 270 (201)       |                                                      |
| 150S                           | 1955      | Sport Prototipo | In linea a quattro cilindri | 1484                | 140 (103)       |                                                      |
| 200S                           | 1955      | Sport Prototipo | In linea a quattro cilindri | 1994                | 187 (137,5)     |                                                      |
| 300S                           | 1956      | Sport Prototipo | In linea a sei cilindri     | 2992                | 245             |                                                      |
| 350S                           | 1957      | Sport Prototipo | In linea a sei cilindri     | 3500                | 325             |                                                      |
| 450S                           | 1957      | Sport Prototipo | Motore V8                   | 4500                | 400 (298)       |                                                      |
| 420/M/58\Eldorado              | 1958      | Formula         | Motore V8                   | 4200                | 410             |                                                      |
| Tipo 60                        | 1959      | Sport Prototipo | In linea a quattro cilindri | 2000                | 200             |                                                      |
| Tipo 61                        | 1961      | Sport Prototipo | In linea a quattro cilindri | 3000                | 250 (186)       |                                                      |
| Tipo 63                        | 1961      | Sport Prototipo | V12                         | 3000                | 320             |                                                      |
| Tipo 64                        | 1961      | Sport Prototipo | V12                         | 3000                | 320             |                                                      |
| Tipo 151                       | 1962-1963 | Sport Prototipo | V8                          | 4941                | 430             |                                                      |
| Tipo 154                       | 1965      | Sport Prototipo | V8                          | 5046,8              |                 | Sviluppata dalla Tipo 152                            |
| Barchetta                      | 1992      | Sport Prototipo | V6                          | 1996                | 306             | Destinata ad un campionato monomarca                 |
| MC12 GT1                       | 2004-2010 | Gran Turismo    | V12                         | 6000                | 630             |                                                      |
| MC12 Corsa                     | 2006-2007 | Gran Turismo    | V12                         | 6000                | 755             | Vettura destinata ai privati e non alle competizioni |
| GranTurismo MC Trofeo          | 2010-2015 | Gran Turismo    | V8                          | 4700                | 488             |                                                      |
| GranTurismo MC GT4             | 2016-     | Gran Turismo    | V8                          | 4700                | 430             |                                                      |
| MC20 GT2                       | 2022-     | Gran Turismo    | V6                          | 3000                | 630             |                                                      |
| MCXtrema                       | 2023-     | Gran Turismo    | V6                          | 3000                | 740             |                                                      |

## Prototipi
| Modello       | Anno | Tipo        | Stile                                                      | Motore | Cilindrata cm³ | Potenza hp (kW) | Note                                                                 |
| ------------- | ---- | ----------- | ---------------------------------------------------------- | ------ | -------------- | --------------- | -------------------------------------------------------------------- |
| Simun         | 1968 | Coupé 2+2   | Giorgetto Giugiaro (Ghia)                                  | V8     | 4100           | 260             | Attualmente conservata nel Museo Panini Maserati                     |
| Boomerang     | 1972 | Berlinetta  | Giorgetto Giugiaro                                         | V8     | 4700           | 310             |                                                                      |
| Kubang        | 2003 | SUV         | Giorgetto Giugiaro                                         |        |                |                 |                                                                      |
| Birdcage 75th | 2005 | Concept car | Jason Castriota (Pininfarina)                              | V12    | 6000           | 700             | Ha solo due portelloni: uno per il cofano-abitacolo e uno posteriore |
| A8 GCS *      | 2008 | Berlinetta  | Carrozzeria Touring                                        | V8     | 4244           | 400             | Presentata al concorso d'eleganza Villa d'Este dello stesso anno     |
| Bellagio *    | 2008 | Fastback    | Carrozzeria Touring                                        | V8     | 4244           | 400             | Presentata al concorso d'eleganza Villa d'Este dello stesso anno     |
| Chicane *     | 2008 | Berlinetta  | Oscar Palladino, Dmytro Zyubyairov (IED)                   | V8     | 4200           | 405             |                                                                      |
| Kubang        | 2011 | SUV         | Marco Tencone e Lorenzo Ramaciotti (Centro Stile Maserati) |        |                |                 |                                                                      |
| Alfieri       | 2014 | Coupé 2+2   | Marco Tencone e Lorenzo Ramaciotti (Centro Stile Maserati) | V8     | 4691           | 460             |                                                                      |

* non ufficiali